# اینگریدا سوچانکووا
اینگریدا سوچانکووا (Ingrida Suchánková: متولد ۸ فوریه ۱۹۹۳) کاراته‌کای اهل اسلواکی است. وی در مسابقات کاراته قهرمانی جهان ۲۰۱۶ که در لینتس، اتریش برگزار شد، در کومیته ۶۱ کیلوگرم زنان یکی از مدال‌های برنز را از آن خود کرد.
در سال ۲۰۱۵، وی نماینده اسلواکی در بازی‌های اروپایی ۲۰۱۵ بود که در باکو، جمهوری آذربایجان برگزار شد. وی در کومیته ۶۱ کیلوگرم زنان شرکت کرد ولی موفق به کسب مدال نشد. در مرحله حذفی، او یک مسابقه را واگذار کرد و دو مسابقه دیگر نیز با تساوی به پایان رسید و در نتیجه به مرحله نیمه نهایی صعود نکرد.
در سال ۲۰۱۷، در بازی‌های جهانی ۲۰۱۷ که در وروتسواف، لهستان برگزار شد، او در کومیته ۶۱ کیلوگرم بانوان با پیروزی در برابر جاستینا گرادوفسکا از لهستان مدال برنز را بدست آورد.

## دستاوردها
| سال  | رقابت                 | محل                  | رتبه بندی | رویداد            |
| ---- | --------------------- | -------------------- | --------- | ----------------- |
| ۲۰۱۵ | مسابقات قهرمانی اروپا | استانبول، ترکیه      | سوم       | کومیته ۶۱ کیلوگرم |
| ۲۰۱۶ | قهرمانی جهان          | لینتس، اتریش         | سوم       | کومیته ۶۱ کیلوگرم |
| ۲۰۱۷ | مسابقات قهرمانی اروپا | ازمیت، ترکیه         | سوم       | کومیته تیمی       |
| ۲۰۱۷ | بازی‌های جهانی         | وروتسواف، لهستان     | سوم       | کومیته ۶۱ کیلوگرم |
| ۲۰۱۹ | مسابقات قهرمانی اروپا | گوادالاخارا، اسپانیا | سوم       | کومیته ۶۱ کیلوگرم |